# Lucky Luke gegen Joss Jamon
Lucky Luke gegen Joss Jamon (auf dem Titelblatt … gegen Joss Jamon, französischer Originaltitel: Lucky Luke contre Joss Jamon) ist ein Comic-Band aus der Lucky-Luke-Reihe, der von Morris gezeichnet und von René Goscinny getextet wurde.
Nach der Zählung des Ehapa-Verlages (beziehungsweise zu Beginn: des Delta-Verlages aus Ehapa und Dargaud) ist der Band der 24. der Reihe. Zuvor wurde der Comic schon bei Kauka als Fortsetzungsgeschichte oder auch in Der heitere Fridolin veröffentlicht, jedoch erhielt der Comic damals teilweise andere Namen. Ursprünglich wurde der Comic zunächst 1956 im belgisch-französischen Comic-Magazin Spirou (unter dem Titel Lucky Luke et la Bande des Joss Jamon) und 1958 als 11. Band von Dupuis in Belgien veröffentlicht.
Für die Zeichentrickserie Lucky Luke wurde dieser Band verfilmt.

## Inhalt
Der Kriminelle Joss Jamon überfällt nach dem Ende des Sezessionskrieges mit seiner Bande Farmen und Städte. Lucky Luke wird in Los Palitos fälschlicherweise als Mitglied der Bande gefangen genommen; ein Mitglied der Bande beschuldigt ihn zusätzlich. Als er gehängt werden soll, bietet er an, die wahre Bande zu fangen, sollte ihm das nicht gelingen, würde er in sechs Monaten zurückkehren und sich hängen lassen. Jamon lässt sich in Frontier City nieder, wo auch Luke bald eintrifft und seine Absicht äußert, die Bande gefangen zu nehmen. Ein erster Versuch, Luke zu beseitigen, schlägt frühzeitig fehl, so dass Jamon zunächst einmal in der Stadt die Macht an sich reißen will. Daher übernimmt er alle Geschäfte, so auch die Bank und den Saloon, auch wenn dies nicht ohne Konfrontationen mit Lucky Luke bleibt. Schließlich gelingt es Jamon durch Druckausübung auf die Einwohner Frontier Citys, Bürgermeister zu werden. Nun beutet die Bande die Stadt durch verschiedene unsinnige Steuern aus, und es werden viele Kriminelle angelockt. Lucky Luke zerschießt daraufhin immer wieder Gegenstände, die Jamon gehören, was für Aufruhr sorgt. Deshalb setzt Jamon ein hohes Kopfgeld auf Lucky Luke aus, der sich mehrmals verkleidet, um sich wieder in die Stadt begeben zu können, wo er dafür sorgt, dass die öffentliche Stimmung der Stadt schlecht bleibt. Deshalb fängt Jamons Bande Lucky Luke und veranstaltet einen unfairen Prozess gegen ihn, der mit einem Todesurteil endet. Die Bevölkerung befreit Luke wegen des ungerechten Prozessverlaufs jedoch wieder, und es kommt zum offenen Aufruhr gegen Jamon. Als Luke und die Einwohner der Stadt eine Militärtrompete finden, denkt Jamons Bande, dass die Armee da sei und gibt auf. Jamon selbst flieht und wird von Lucky Luke verfolgt, der ihn schließlich fängt. Frontier City ist nun von den Banditen befreit, so dass Luke Jamons Bande in Los Palitos abliefern kann.